# Землетрус на Джомолунгмі (2015)
Землетрус на Джомолунгмі (2015) — частина катастрофічного землетрусу в Непалі, події 25—26 квітня 2015 року, в розпал весняного сезону сходжень на Джомолунгму (Еверест). Землетрус викликав схід снігових лавин, число жертв яких вже перевищило число загиблих від лавини 2014 року і стало рекордним за всю історію сходжень на найвищу вершину.
Коли стався землетрус, на Джомолунгмі, розташованій за 220 кілометрів від епіцентру землетрусу, знаходилося від 700 до більш ніж 1000 осіб
.

## Базовий табір

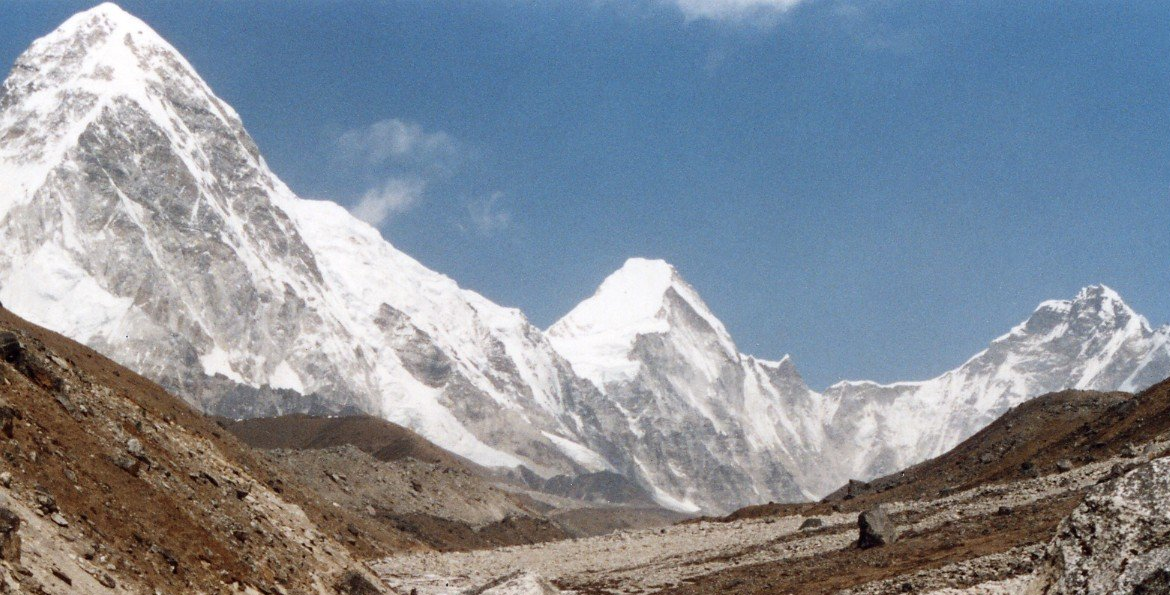
Лавина, що зійшла на Базовий табір, зародилася між піками Пуморі (ліворуч) і Лінтрен (посередині)

У південному Базовому таборі, розташованому біля підніжжя Джомолунгми в Непалі, у 2015 році одночасно знаходилася рекордна кількість альпіністів з різних країн, що планували сходження на Джомолунгму: 359 осіб, багато хто з яких не зміг це зробити в попередньому році через схід великої лавини і повернувся, щоб спробувати ще раз. Окрім них, там знаходилися гірські провідники, носильники, обслуговчий персонал.
На Базовий табір обрушилося декілька потужних снігових лавин, і більшість людей загинули саме там.

## Верхні табори
Альпіністи, що знаходилися вище за Базовий табір, в Таборі I і Таборі II, від лавини не постраждали, але виявилися відрізаними від світу. Маршрут сходження від Базового табору до Табору I пролягає через складний для проходження і небезпечний льодопад Кхумбу, поцяткований безліччю глибоких льодовикових розколин. Крига там перебуває в постійному русі, тому щороку шерпам-альпіністам доводиться наново закріплювати мотузки і алюмінієві драбинки, що служать мостами через тріщини в льодовику, обладнувати прохідний маршрут сходження для інших. Без цього проходити льодопад Кхумбу можуть тільки найдосвідченіші професійні альпіністи — але і для них це пов'язано з великим ризиком.
Лавини, що зійшли по льодопаду, зруйнували велику частину обладнаного маршруту, і в результаті альпіністи не могли безпечно спуститися назад у Базовий табір або продовжувати сходження до вершини. Альпіністи, що залишилися у Базовому таборі, через пару днів після події повідомили в Twitter про «велике спустошення» і «значну невідомість». Деякі навіть стверджували, що місцевість тепер виглядає так, як ніби на неї скинули атомну бомбу". Один альпініст в Facebook написав, що люди, застряглі на Джомолунгмі вище за базовий табір, «приходять у відчай».

## Рятувальна операція

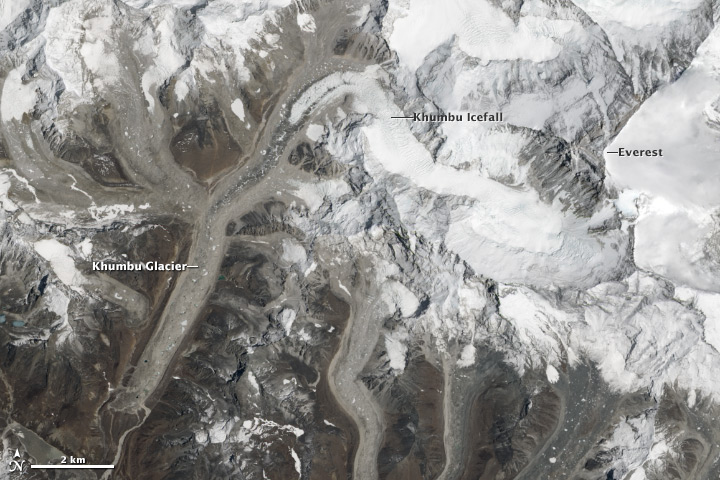
Льодопад і льодовик Кхумбу на Джомолунгмі (Див. також карту піків)

До ранку 26 квітня для проведення рятувальної операції на Джомолунгму прибутку висотні вертольоти AS.350 В3 Військово-повітряних сил Індії. У розрідженому повітрі на такій висоті вони могли літати, але підйомна сила значно знизилася, і в результаті вертоліт не міг брати на борт більше двох пасажирів одночасно. 22 важко поранених були доставлені в село Феріче, але погода, що потім погіршала, не дозволила продовжити евакуацію. У селі Феріче, через яке проходять маршрути багатьох сходжувачів на Джомолунгму, розташований сезонний польовий госпіталь, що діє тільки під час сходжень на Джомолунгму. У нім працюють волонтери — місцеві і іноземні, і туди були доставлені потерпілі від лавини.
Оскільки вертольоти були зайняті евакуацією важко поранених з Базового табору, для евакуації альпіністів з верхніх таборів їх бракувало. Була зроблена спроба в екстреному порядку наново обладнати маршрут на льодопаді Кхумбу, щоб частина альпіністів могла повернутися у Базовий табір по землі. 26 квітня вертоліт закинув в Табір I необхідне спорядження, після чого група шерпів і іноземних гірських провідників спустилася на льодопад і взялася за відновлення маршруту. Назустріч ним з Базового табору піднімалася інша команда, яка відновлювала той же маршрут знизу. Під час цих робіт троє шерпів загинули, довівши спільний рахунок жертв трагедії до 24, і ця спроба відновлення обладнаного маршруту не мала успіху.
Наступного дня вертолітна евакуація альпіністів з Табору I поновилася. Ще кілька осіб було евакуйовано, але близько 100 все ще залишалися в таборах I і II.
27 квітня з Табору I було евакуйовано 60 осіб, з Табору II — 170. Альпіністи з Табору II змогли самостійно спуститися в Табір I, звідки були забрані вертольотами. 28 квітня евакуація альпіністів з верхніх таборів була завершена.

## Загиблі і постраждалі

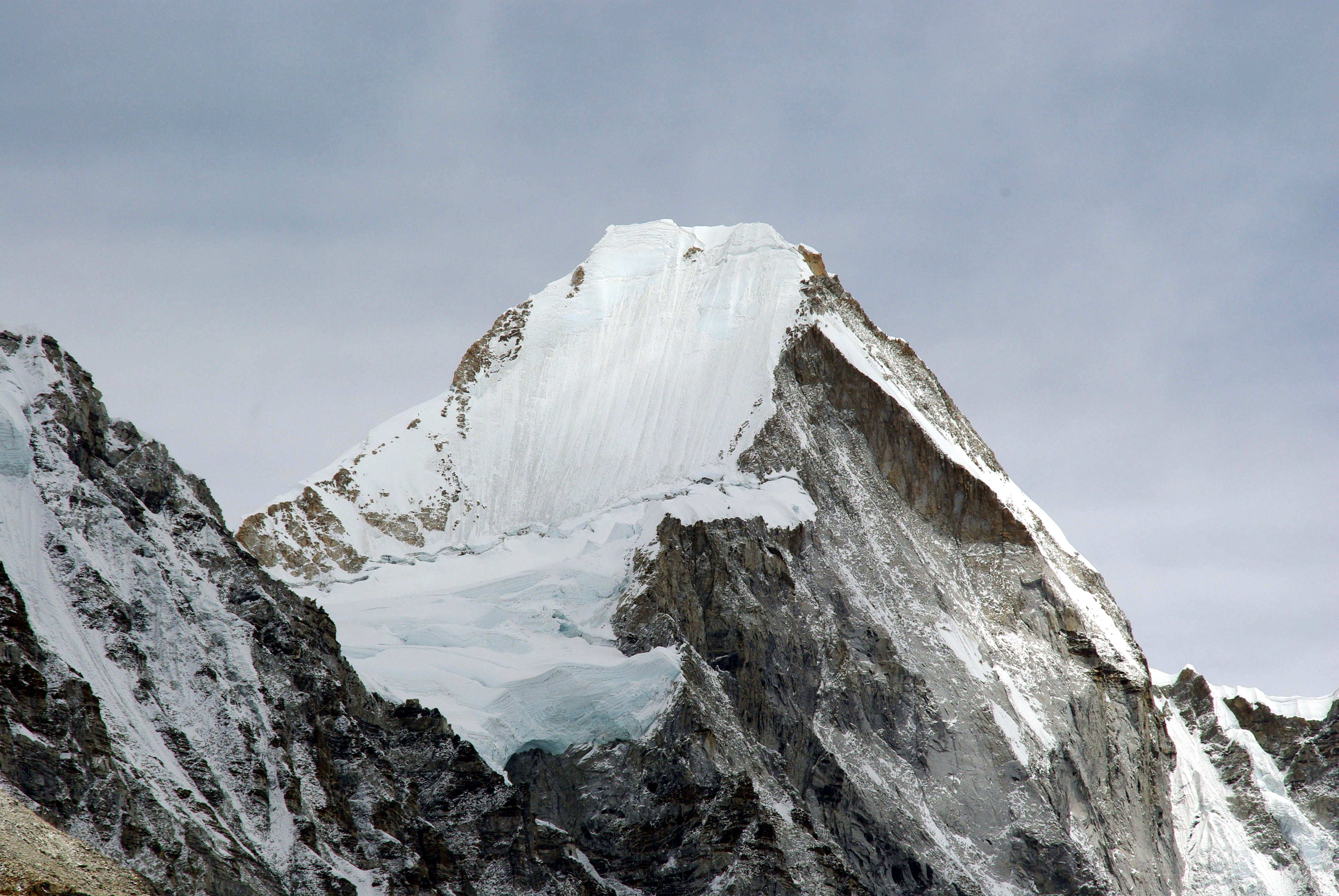
Лінгтрен

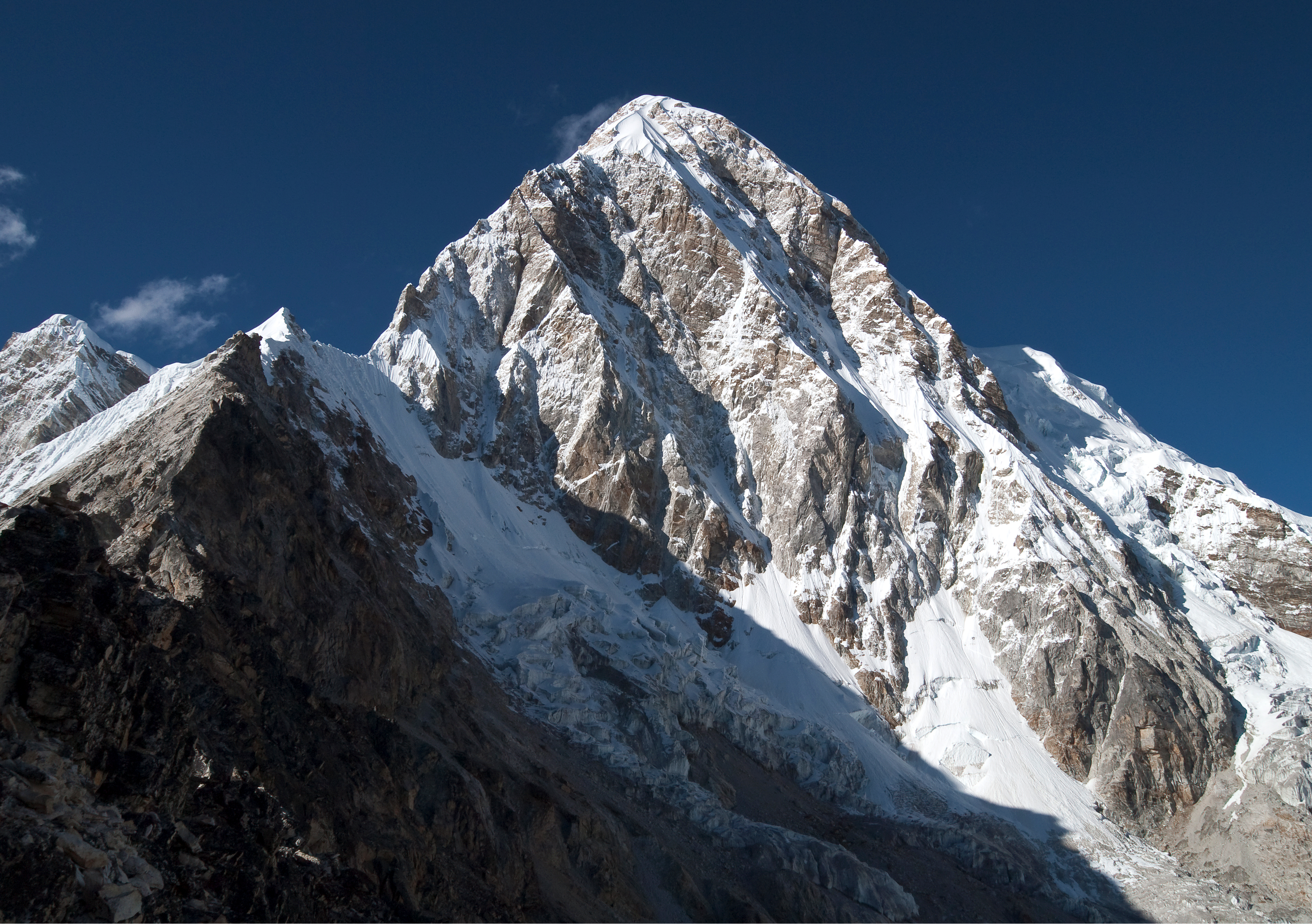
Пуморі

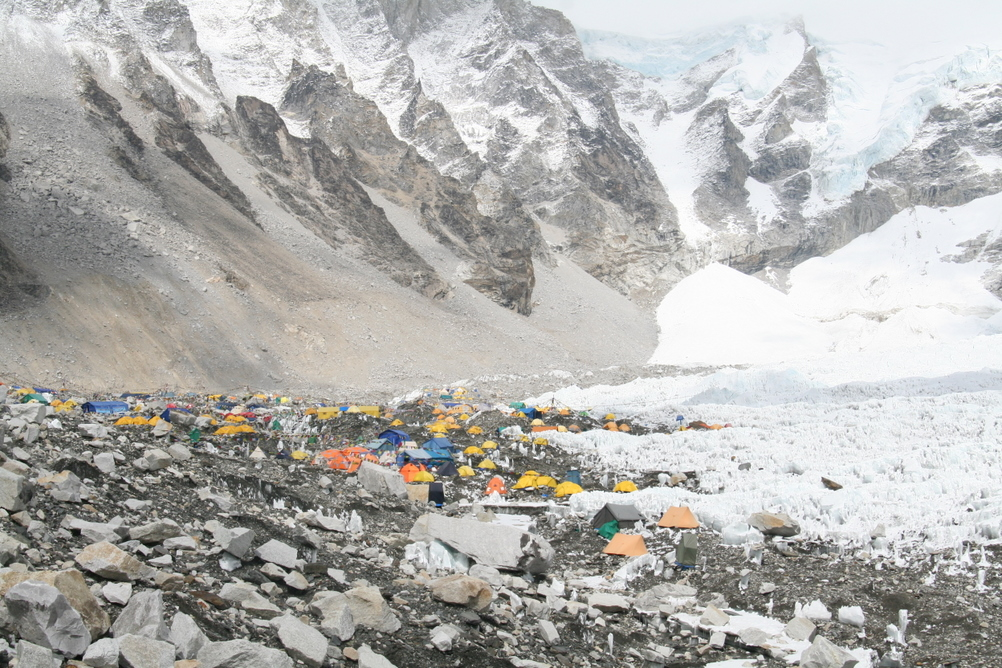
Південний Базовий табір

Альпіністська команда індійської армії змогла евакуювати 61 альпініста і виявила тіла 19 загиблих
Серед загиблих виявився виконавчий директор компанії «Google» Даніел Фредінбург. Він прибув на Джомолунгму разом з трьома іншими співробітниками компанії для того, щоб проводити детальне картографування цієї місцевості для здійснення майбутнього геоінформаційного проєкту, подібного «Google Earth».
Разом, за наявними відомостями, кількість людей, що знаходилися на Джомолунгмі під час землетрусу, складає від семисот до більш ніж тисячу. Потерпілих — не менше 61 людини; декілька десятків доки залишаються зниклими безвісти. До 25 квітня було виявлено 17 тіл загиблих, і ще одне — 27 квітня. 27 квітня один з важко поранених помер в лікарні в Катманду. 28 квітня «Асоціація альпіністів Непалу» (англ. Nepal Mountaineering Association) повідомила про 19 загиблих, з яких десять були пізнані як непальські шерпи, п'ять — як іноземні альпіністи (двоє американців, китаєць, австралієць і японець), і чотири тіла доки залишаються непізнаними. 27 квітня журнал «National Geographic» повідомив про 24 загиблих на Джомолунгмі.

## Подальші наслідки
Таке стихійне лихо значно утруднило сходження на вершину Джомолунгми і збільшило ризик, але не зробило їх неможливими.
Влада КНР після того, що сталося, заборонила продовжувати сходження на Джомолунгму цього сезону, і північні маршрути сходження (з боку Тибету) були закриті. Влада Непалу не стала робити цього, залишивши питання на розсуд керівників експедицій, туристичних компаній і окремих альпіністів.
Ветеран Джомолунгми Рассел Брайс, власник «Himalayan Experience», визнав продовження сходжень після землетрусу занадто небезпечним, вирішив відмовитися від них цього сезону, і відкликав з Джомолунгми усіх членів своєї команди, що залишилися. Аналогічне рішення ухвалив і Денніс Бродвелл («Mountain Gurus»), визнавши недоречним зайняття активним відпочинком під час такого лиха. А румунський альпініст Алекс Гаван  (Alex Gavan), що зняв для Інтернету схід лавини і його наслідки у базовому таборі, 27 квітня написав у своєму блозі, що він відмовляється від сходження і покидає Джомолунгму, щоб допомагати постраждалим від землетрусу непальцям.
Але інші альпіністи вирішили здійснювати сходження, незважаючи на подію. Кілька чоловік відразу ж звернулося до влади Непалу за дозволами на нову спробу сходження, і вже 29 квітня ці дозволи були видані.
«Сходи будуть відремонтовані в наступні два-три дні — заявив начальник Департаменту туризму Непалу Тулси Гутам, — і сходження продовжаться. Немає причин для кого-небудь, щоб покидати експедицію. Не варто чекати нового землетрусу — на це немає ніяких наукових обґрунтувань. і ми відчуваємо, що, незважаючи на афтершоки, земля досить стійка для альпінізму».
Проте цей оптимістичний прогноз не виправдався: наново обладнати маршрут сходження через льодопад Кхумбу і далі до вершини Джомолунгми не удалося. Команда дослідників льодопаду з «Комітету контролю забруднення Сагарматхи» (англ. Sagarmatha Pollution Control Committee) встановила, що таке вже не вийде зробити цього сезону сходжень, до того ж зберігається небезпека нових підземних поштовхів і сходу нової лавини, і маршрут краще закрити. Голова «Комітету контролю забруднення Сагарматхи» Анг Дорджи Шерпа (Ang Dorjee Sherpa) по телефону з Базового табору повідомив, що 10 альпіністів як і раніше збираються на вершину, але з восьми дослідників льодопаду Кхумбу четверо вже постраждали від лавини, і неприпустимо піддавати такому ризику життя інших людей; крім того, серак на західному схилі нестабільний і легко може обрушитися. 12 травня, вже після нового землетрусу в Непалі, президент «Асоціації операторів експедицій Непалу» (англ. Expedition Operators' Association of Nepal) Дамбар Параджулі (Dambar Parajuli) повідомив, що в південному Базовому таборі Джомолунгми не залишилося ні альпіністів, ні гірських провідників.
У результаті усіх цих подій у весняний сезон сходжень 2015 року на вершину Джомолунгми не піднялася жодна людина — таке сталося уперше за 41 рік. 29 травня, в день першосходження на Джомолунгму, міністр туризму Непалу Крипасур Шерпа заявив, що альпіністи, які не змогли здійснити сходження через землетруси і лавини, зможуть використати видані їм дозволи на сходження і наступного року, але поки що ніяких заявок про продовження дозволів від них не надійшло.
У осінній сезон сходжень того ж року влада Непалу відновила видачу дозволів на сходження. 23 серпня перший дозвіл отримав 33-річний японський альпініст Нобуказу Курікі, плануючий поодиноке сходження по стандартному маршруту через Південно-східний Гребінь.
На відміну від Південного Базового табору і маршрутів на льодовику Кхумбу, гірські стежки, притулки і інша туристична інфраструктура на підходах до Джомолунгми з непальського боку — постраждали мінімально.